# ويلفريد سار
ويلفريد سار (بالألمانية: Wilfried Sarr)‏ هو لاعب كرة قدم ألماني في مركز الدفاع، ولد في 16 يونيو 1996 في ألمانيا. لعب مع نادي كايزرسلاوترن.

## وصلات خارجية
- ويلفريد سار على موقع قاعدة بيانات كرة القدم.إي يو (الإنجليزية)
- ويلفريد سار على موقع بيانات كرة القدم. دي إي (الألمانية)
- ويلفريد سار على موقع Soccerway.com (الإنجليزية)
- ويلفريد سار على موقع عالم كرة القدم.نت (الإنجليزية)